# George Forss
George Forss (1941 – 17. července 2021) byl americký fotograf známý svými černobílými snímky z New Yorku.

## Životopis
Forss se narodil jako syn chudých alkoholických rodičů, strávil pět let svého života v sirotčinci. Fotografem samoukem se stal poté, když se na Světové výstavě v New Yorku v roce 1964 seznámili s fotografií. Forss fotografoval v ulicích New Yorku a prodávat tisky za pět dolarů od roku 1973 na chodnících před newyorským Metropolitním muzeem umění do té doby, než je v roce 1980 objevil fotograf David Duncan z časopisu Life. Forss fotografoval městské scenérie a náhodné okamžiky zachycené pomocí základního vybavení. Forsse také za jeho vynikající snímky chválili Ansel Adams a Henri Cartier-Bresson.

## Publikace a výstava
Forssovo dílo (sestavil Duncan) bylo publikováno v roce 1984 v knížce New York New York: Masterworks of a Street Peddler. V roce 1982 byl Forss také subjektem dokumentu BBC A Fairytale of New York: The George Forss Story, který zaznamenal vzestup tohoto fotografického génia od obskurnosti k mezinárodní slávě.
Časopis Life uváděl Forssovu práci jako přední příklad newyorské fotografie před 11. zářím, a to především díky jeho úžasnému zachycení budov Světového obchodního centra a finanční čtvrti.
Forssovu práci lze vidět na výstavě v brooklynském muzeu.

## Smrt
Forss zemřel 17. července 2021 na srdeční selhání ve svém domě v Cambridge v New Yorku.